# امرن‌فلد
امرن‌فلد (به هلندی: Ommerenveld) یک منطقهٔ مسکونی در هلند است که در بورن (هلند) واقع شده‌است. امرن‌فلد ۳۲۰ نفر جمعیت دارد.